# Maximiliano Pérez (Fußballspieler, 1986)
Maximiliano Pérez, vollständiger Name Maximiliano Daniel Pérez Tambasco, (* 26. Oktober 1986 in Buenos Aires, Argentinien) ist ein ehemaliger uruguayischer Fußballspieler.

## Karriere

### Verein
Der 1,82 Meter große Offensivakteur Pérez gehörte zu Beginn seiner Karriere mindestens in der Apertura 2006 und der Apertura 2007 dem Kader von Centro Atlético Fénix an. In der Saison 2006/07 wurde er dort mit 17 Treffern vor dem Zweitplatzierten Ruben Morán (14 Tore) Torschützenkönig der Segunda División. In der Clausura 2008 spielte er beim argentinischen Klub Rosario Central, kam jedoch nicht zum Einsatz. Es folgte in der Apertura 2008 eine Station bei Defensor Sporting, bei der er drei Erstligatore erzielte und zweimal (ein Tor) in der Copa Sudamericana aufgestellt wurde. 2009 absolvierte er in der Apertura zwölf Partien (fünf Tore) für Rangers de Talca in der chilenischen Primera División. In der Clausura 2009 lief er in jener Liga 18-mal für Everton de Viña del Mar auf und schoss zwei Tore. In der Saison 2009/10 bestritt er für den argentinischen Verein CA San Martín de San Juan eine Begegnung (kein Tor) in der Primera B Nacional. Anschließend spielte er in der Saison 2010/11 wieder für Fénix aus Montevideo. Bei 27 Einsätzen in der Primera División traf er zwölfmal. Im Juli 2011 wurde er an den Stadtrivalen Club Atlético Peñarol ausgeliehen. Neben 19 absolvierten Erstligapartien (drei Tore) in der Spielzeit 2011/12 bestritt er auch sechs Spiele (ein Tor) der Copa Libertadores. Von Juli 2012 bis Ende Juni 2013 schloss sich eine weitere Ausleihe an. Dieses Mal war vorübergehend der mexikanischen Verein Necaxa sein Arbeitgeber. Allerdings kam er dort lediglich in drei Partien (kein Tor) der Liga de Ascenso und acht Begegnungen (ein Tor) der Copa México zum Zug. In der Spielzeit 2013/14 stand er sodann wieder in den Reihen von Fénix und traf in 24 Erstligaspielen sieben Mal ins gegnerische Tor. Anfang August 2014 folgte ein Leihtransfer zum spanischen Zweitligisten CD Teneriffa. In der Spielzeit 2014/15 wurde er 28-mal (fünf Tore) in der Liga Adelante und einmal (kein Tor) in der Copa del Rey eingesetzt.
Anfang Juli 2015 kehrte er nach Uruguay zu Fénix zurück. Während der Saison 2015/16 erzielte er dort elf Treffer bei 29 Erstligaeinsätzen. Im Juli 2016 wechselte er zum Club Olimpo. Bei den Argentiniern kam er viermal (kein Tor) in der Liga und einmal (kein Tor) in der Copa Argentina zum Einsatz. 2017 ging der Offensivspieler zu Fénix zurück und erzielte 21 Tore in 61 Ligapartien. In der höchsten Spielklasse spielte Pérez 2020 für die Montevideo Wanderers und 2021 für den Club Sportivo Cerrito. 2022, sein letztes Karrierejahr, lief der Angreifer für Miramar Misiones in der Segunda División auf.

### Nationalmannschaft
Pérez war mindestens im Juni 2007 Mitglied der von Roland Marcenaro betreuten U-23-Auswahl Uruguays.

### Erfolge
- Torschützenkönig der Segunda División (Uruguay): 2006/07 (17 Tore)